# گراوبوندن ۳۰۷۹۸
سیارک ۳۰۷۹۸ (به انگلیسی: 30798 Graubunden، نامگذاری:1989CR5) سی هزار و هفتصد و نود و هشتمین سیارک کشف شده‌است که در ۲ فوریه ۱۹۸۹ کشف شد.